# Rockwell Automation
Rockwell Automation, Inc. ist ein amerikanischer Hersteller von Automatisierungs- und Informationslösungen für die industrielle Produktion. Das Unternehmen mit Sitz in Milwaukee, Wisconsin beschäftigt etwa 22.000 Mitarbeiter in mehr als 80 Ländern.

## Produkte

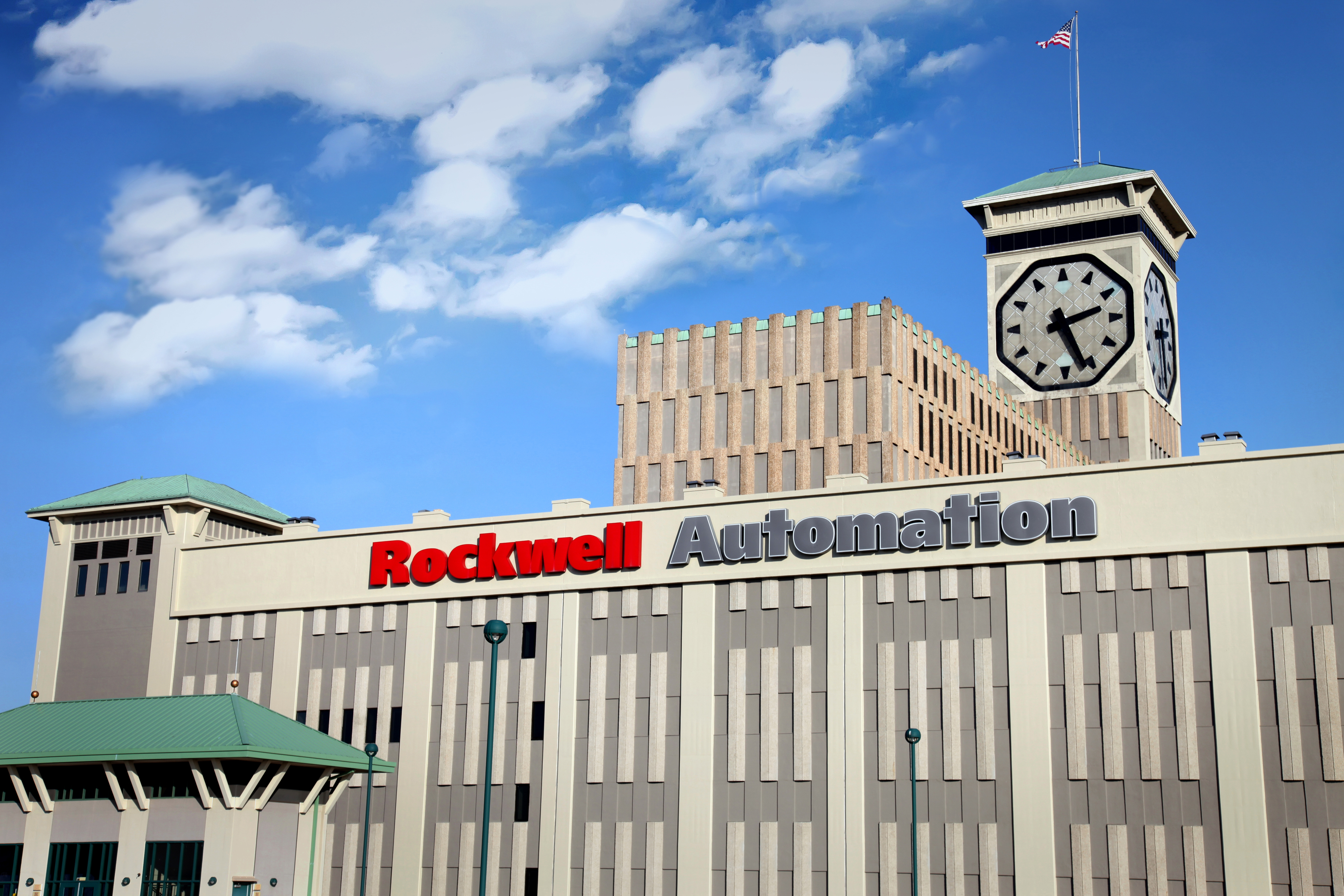
Unternehmenssitz in Milwaukee

Rockwell Automation verkaufte als eines der ersten Unternehmen speicherprogrammierbare Steuerungen.
Die  Steuerungen umfassten Stand Februar 2009 die Logix-Steuerungsfamilie – vorwiegend ControlLogix und CompactLogix. ControlLogix ist ein rack-basiertes System mit Multitasking- und Multiprozessor-Fähigkeit, das neben der klassischen Steuerungsaufgabe auch Prozess-, Motion- und in der Variante als GuardLogix auch Sicherheitsfunktionen bietet. Die CompactLogix ist eine kompaktere Version der ControlLogix mit nur einem Prozessor, die aber den gesamten Befehlssatz der großen ControlLogix bietet. Im Klein-SPS-Bereich ist Rockwell Automation mit der MicroLogix vertreten.
An Netzwerken werden u. a. EtherNet/IP, ControlNet und DeviceNet unterstützt.
Ein weiterer Bereich sind elektrische Antriebssysteme und Frequenzumrichter mit einer maximalen Leistung von 1100 kW bei 650 Volt Wechselspannung.